# Póvoa de Midões
Póvoa de Midões es una freguesia portuguesa del concelho de Tábua, con 9,44 km² de superficie y 660 habitantes (2001). Su densidad de población es de 69,9 hab/km².